# 아브시스산
앱시스산(영어: abscisic acid, ABA)은 식물의 생장 조절 물질 중 하나로 휴면 유도, 기공 개폐, 생장 억제, 노화 및 낙엽 촉진 등의 효과가 있다.
- 스트레스 호르몬 : 추위, 염, 수분의 부족할때에 함량이 늘어난다. 그래서 아브시스산을 스트레스 호르몬이라고도 부른다. 특히 수분부족에는 그 함량이 40배까지 늘어난다고 한다
- 앱시스산의 결여 : 종자가 미성숙한 상태에서 발아가 일어난다.

- 식물체내 운반
  - 목부와 사부를 통해 이루어지고, 유세포를 통해서도 가능한데, 유세포를 통해 이동할 때는 옥신(Auxin)과 달리 극성을 띠지 않는다.